# ایهلاس هولدینگ
ایهلاس هولدینگ (به ترکی استانبولی: İhlas Holding) شرکت خوشه‌ای ترکیه‌ای است، که در زمینه ارائه خدمات مالی و بیمه، تولید سیمان، انرژی، رسانه‌های گروهی و خرده‌فروشی فعالیت می‌کند.
شرکت ایهلاس هولدینگ در سال ۱۹۹۳ توسط انور اورن تأسیس شد. دفتر مرکزی این شرکت در شهر استانبول، ترکیه قرار دارد و بخشی از سهام آن در بازار بورس استانبول معامله می‌شود.